# Lips: Canta en Español
Lips: Canta en Español es un juego de karaoke para la consola Xbox 360, lanzado en España como una secuela del exitoso título del 2008: Lips.
También fue lanzado en Colombia como la primera secuela del juego oficialmente disponible.
Se desconoce en estos momentos si Lips: Canta en Español será lanzado en otros países hispano-hablantes.

## Soundtrack
A diferencia del primer juego, que estaba compuesto principalmente de canciones en inglés, con solo unas pocas en español, la música de Canta en Español está compuesta en su totalidad por canciones en ese idioma:
- Colgando En Tus Manos - Carlos Baute con Marta Sánchez
- Tenía tanto que darte - Nena Daconte
- Labios compartidos - Maná
- Por la boca vive el pez - Fito y Los Fitipaldis
- El universo sobre mí – Amaral
- Caminando por la vida - Melendi
- Sin documentos - Los Rodríguez
- Sabor de amor - Danza Invisible
- Libre - Nino Bravo
- Entre dos tierras - Héroes Del Silencio
- Ni una sola palabra - Paulina Rubio
- No me crees - Efecto Mariposa y Javier Ojeda
- Dame cariño - El Arrebato
- Malo – Bebe
- 20 de abril - Celtas Cortos
- Física o química - Despistaos
- Obsesión – Aventura
- No dudaría - Rosario
- Déjame - Los Secretos
- Soldadito marinero - Fito y Los Fitipaldis
- Noches de bohemia - Navajita Plateá
- Por qué te vas - Jeanette
- Sígueme - Manuel Carrasco
- Sin ti no soy nada - Amaral
- La flaca - Jarabe de Palo
- Nada que perder - Conchita
- Antes que ver el Sol - Coti
- So payaso - Extremoduro
- Embrujada - Tino Casal
- Lamento boliviano - Dani Mata
- Me gustas tú - Manu Chao
- Amores de barra - Ella Baila Sola
- Como la vida - Hanna
- Bailar pegados - Sergio Dalma
- Un violinista en tu tejado - Melendi

CANCIONES DESCARGABLES (incluidos en el título)
- Vivir sin aire - Maná
- Cien gaviotas - Duncan Du
- Retales de una Vida - Celtas Cortos
- Déjame ir - Paty Cantu
- Lo echamos a suertes - Ella Baila Sola

Contenido Descargable de los otros Lips funciona con Canta en Español, además de poseer una opción de cambio de disco, permitiendo utilizar los demás Lips sin tener que salir del juego.